# Marel Baldvinsson
Marel Jóhann Baldvinsson (Kópavogsbær, 18 december 1980) is een voormalig IJslandse voetballer. Hij speelde als aanvaller.

## Carrière
Marel startte zijn carrière bij Breiðablik Kópavogur, maar maakte al snel de overstap naar het buitenland. Hij ging testen bij Manchester United en Rosenborg BK, maar belandde uiteindelijk bij Stabæk Fotball. In januari 2003 verkaste hij naar Lokeren, dat 300.000 euro voor hem neertelde. Marel speelde 2,5 jaar voor Lokeren, maar liet in oktober 2005 zijn contract in onderling overleg ontbinden nadat hij maandenlang geblesseerd aan de kant had gestaan. Hij stopte tijdelijk met voetballen en keerde terug naar IJsland.
In 2006 trok Marel zijn voetbalschoenen weer aan en ging hij voor z'n ex-club Breiðablik spelen. Niet veel later verhuisde hij voor de tweede keer in zijn carrière naar Noorwegen, waar hij voor Molde FK ging spelen. Hij speelde twee seizoenen voor Molde, maar op 30 december 2007 tekende hij voor de derde keer in zijn carrière bij Breiðablik. Marel speelde later ook nog voor Valur Reykjavík en Stjarnan FC. In 2010 stopte hij met voetballen.
Marel werd in 2001 voor het eerst opgeroepen voor IJsland en maakte in augustus 2001 zijn debuut in een vriendschappelijke interland tegen Polen. Hij speelde 17 interlands voor IJsland, waarin hij niet kon scoren.